# باوك موليما
باوك موليما (بالهولندية: Bauke Mollema) مواليد 26 نوفمبر 1986 في خرونينغن، هو دراج هولندي في صنف سباق الدراجات على الطريق.

## سباقات أو مراحل فاز بها
| التاريخ        | السباق                          | المركز                                                                                           |
| -------------- | ------------------------------- | ------------------------------------------------------------------------------------------------ |
| 01 يناير 2007  | 2007 Nafarroako Itzulia         | الرابع في التصنيف العام                                                                          |
| 15 أغسطس 2007  | طواف أين 2007                   | الأول في تصنيف أفضل شاب، الثالث في التصنيف العام، الخامس في تصنيف النقاط، الثامن في تصنيف الجبال |
| 15 سبتمبر 2007 | تور دي أفينير 2007              |                                                                                                  |
| 06 سبتمبر 2008 | دويتشلاند تور 2008              | الرابع في تصنيف أفضل شاب، السابع في التصنيف العام                                                |
| 30 مايو 2010   | طواف إيطاليا 2010               | المرتبة 12 في التصنيف العام، الثالث في تصنيف أفضل شاب                                            |
| 07 أغسطس 2010  | طواف بولندا 2010                | الثالث في التصنيف العام                                                                          |
| 16 أكتوبر 2010 | طواف لومبارديا 2010             | المرتبة 12 في التصنيف العام                                                                      |
| 13 مارس 2011   | باريس-نيس 2011                  | الثاني في تصنيف أفضل شاب، التاسع في التصنيف العام                                                |
| 17 أبريل 2011  | فولتا كاستيلا ليون 2011         | الثاني في التصنيف العام، الثالث في تصنيف الجبال، الثالث في تصنيف النقاط                          |
| 19 يونيو 2011  | طواف سويسرا 2011                | الخامس في التصنيف العام، الثامن في تصنيف النقاط                                                  |
| 11 سبتمبر 2011 | طواف إسبانيا 2011               | الأول في تصنيف النقاط، الثالث في التصنيف العام                                                   |
| 08 أكتوبر 2011 | 2011 طواف إيميليا               |                                                                                                  |
| 01 يناير 2013  | طواف أندلوسيا 2013              |                                                                                                  |
| 23 فبراير 2013 | فولتا مورسيا 2013               |                                                                                                  |
| 14 فبراير 2015 | فولتا مورسيا 2015               |                                                                                                  |
| 07 سبتمبر 2015 | طواف ألبترا 2015                | الأول في التصنيف العام                                                                           |
| 18 أكتوبر 2015 | كأس اليابان للدراجات 2015       |                                                                                                  |
| 30 يوليو 2016  | طواف سان سيباستيان 2016         | الأول في التصنيف العام                                                                           |
| 29 يناير 2017  | فولتا سان خوان 2017             | الأول في التصنيف العام                                                                           |
| 07 أكتوبر 2018 | Gran Premio Bruno Beghelli 2018 | الأول في التصنيف العام                                                                           |
| 12 أكتوبر 2019 | طواف لومبارديا 2019             | الأول في التصنيف العام                                                                           |
| 20 أكتوبر 2019 | كأس اليابان للدراجات 2019       | الأول في التصنيف العام                                                                           |
| 21 فبراير 2021 | طواف هوت فار 2021               | الأول في تصنيف النقاط، الثالث في التصنيف العام                                                   |
| 03 مارس 2021   | تروفيو لايقويليا 2021           | الأول في التصنيف العام                                                                           |

## روابط خارجية
- باوك موليما على موقع الاتحاد الدولي للدراجات (الإنجليزية)
- باوك موليما على موقع أرشيف الدراجات (الإنجليزية)
- باوك موليما على موقع إحصائيات الدراجات الإحترافية (الإنجليزية)
- باوك موليما على موقع نسبة الدراجات (الإنجليزية)
- باوك موليما على موقع CycleBase (الإنجليزية)
- باوك موليما على موقع اللجنة الأولمبية الدولية (الإنجليزية)
- باوك موليما على موقع أوليمبيديا (الإنجليزية)
- باوك موليما على موقع تيم أن.أل (الهولندية)